# Pesem Evrovizije
Pesem Evrovizije (angleško Eurovision Song Contest, francosko Concours Eurovision de la Chanson) je vsakoletno tekmovanje skladb zabavne glasbe (pesmi) različnih evropskih držav. Na tem tekmovanju lahko vsaka država sodeluje le z eno pesmijo, ki tekmuje z ostalimi. Kakovost izvajalskega nastopa in pesmi ocenjuje strokovna žirija, prav tako pa tudi "glas ljudstva", telefonsko glasovanje (televoting). Prireditev, ki poteka v različnih evropskih državah (vsako leto v državi zmagovalki v preteklem letu), prenašata televizija in radio. Tekmovanje organizira European Broadcasting Union (EBU), prvič pa je bilo prirejeno leta 1956. Tekmovanje je do zdaj odpadlo le enkrat, in sicer leta 2020, zaradi pandemije bolezni COVID-19.
Tekmovanje je bilo navdihnjeno in temeljilo na italijanskem glasbenem festivalu Sanremo, ki na italijanski rivieri poteka od leta 1951. Evrovizija poteka vsako leto od leta 1956 (razen leta 2020 zaradi pandemije COVID-19), zaradi česar je to najdlje trajajoče mednarodno glasbeno tekmovanje na televiziji in eden najdlje trajajočih televizijskih programov na svetu. Tekmujejo lahko aktivni člani EBU in povabljeni pridruženi člani; vsaj enkrat so sodelovali radiotelevizijski izvajalci iz 52 držav. Vsak sodelujoči radiotelevizijski izvajalec pošlje izvirno pesem, ki traja največ tri minute, da jo v živo izvede pevec ali skupina do šestih ljudi, starih 16 let ali več, po lastni izbiri. Vsaka država podeli od 1 do 8, 10 in 12 točk svojim desetim najljubšim pesmim na podlagi mnenj zbrane skupine glasbenih profesionalcev in gledalcev, pri čemer je pesem, ki prejme največ točk, razglašena za zmagovalko. Poleg tekmovanja se pojavljajo tudi drugi nastopi, vključno s posebej naročenimi otvoritvenimi in odmornimi nastopi ter gostujočimi nastopi glasbenikov in drugih osebnosti, med preteklimi izvajalci pa so bili Cirque du Soleil, Madonna, Justin Timberlake, Mika, Rita Ora in premiera Riverdancea. Tekmovanje, ki je bilo prvotno sestavljeno iz enega samega večernega dogodka, se je razširilo, ko so se mu pridružile radiotelevizijske postaje iz novih držav (vključno z državami zunaj Evrope, kot sta Izrael in Avstralija), kar je v devetdesetih letih prejšnjega stoletja, preden so bili v 2000-ih uvedeni polfinali, privedlo do uvedbe postopkov za izpadanje. Nemčija je tekmovala večkrat kot katera koli druga država, saj je sodelovala na vseh prvenstvih razen ene, medtem ko Irska in Švedska držita rekord po številu zmag, s skupno sedmimi zmagami. 
Tekmovanje, ki tradicionalno poteka v državi, ki je zmagala prejšnje leto, ponuja priložnost za promocijo države in mesta gostiteljice kot turistične destinacije. Vsako leto se ga udeleži na tisoče gledalcev, skupaj z novinarji, ki pokrivajo vse vidike tekmovanja, vključno z vajami na prizorišču, tiskovnimi konferencami s tekmovalci ter drugimi sorodnimi dogodki in nastopi v mestu gostitelju. Poleg generičnega logotipa Evrovizije se za vsak dogodek običajno razvije edinstvena tema. Tekmovanje se predvaja v državah po vseh celinah; od leta 2001 je na voljo na spletu na uradni spletni strani Evrovizije. Evrovizija se vsako leto uvršča med najbolj gledane nešportne dogodke na svetu, saj si jo ogleda več sto milijonov gledalcev po vsem svetu. Nastop na tekmovanju je umetnikom pogosto prinesel lokalni karierni zagon, v nekaterih primerih pa tudi dolgotrajen mednarodni uspeh. Na preteklih izdajah je tekmovalo več najbolje prodajanih glasbenih izvajalcev na svetu, med njimi ABBA, Céline Dion, Julio Iglesias, Cliff Richard in Olivio Newton-John; nekateri najbolje prodajani singli na svetu so prvič mednarodno nastopili na odru Evrovizije.
Leta 1999 je bila za Francijo, Nemčijo, Španijo in Združeno kraljestvo uvedena izjema od izpadanja, kar jim je dalo samodejno pravico do tekmovanja na tekmovanju leta 2000 in na vseh naslednjih izdajah. Ta skupina, kot najbolje plačane članice EBU, ki vsako leto zatno financirajo tekmovanje, je kasneje postala znana kot države "velike štiri". Ta skupina se je razširila leta 2011, ko je Italija ponovno začela tekmovati, in postala "Velikih pet". Prvotno je bila uvedena, da bi zagotovili, da finančni prispevki največjih finančnih podpornikov tekmovanja ne bi bili spregledani, od uvedbe polfinala leta 2004 pa so se države "Velikih pet" samodejno uvrstile v finale skupaj z državo gostiteljico in jim ni bilo treba tekmovati v polfinalu.
Še vedno poteka razprava o tem, ali ta status škoduje rezultatom držav, glede na poročano antipatijo do njihove samodejne kvalifikacije in morebitno slabost, da so na odru preživele manj časa, ker niso tekmovale v polfinalu; vendar se zdi ta status bolj zapleten, saj se rezultati držav "Velikih pet" lahko zelo razlikujejo. Ta status je povzročil zmedo pri drugih tekmovalnih državah in je bil med drugim naveden kot razlog, zakaj je Turčija po letu 2012 prenehala sodelovati. V odgovor na kritike glede manjšega časa nastopanja na odru iz teh držav so bili od leta 2024 nastopajoči iz držav "Velikih pet" skupaj z državo gostiteljico izvedeni v živo v enem od dveh polfinalov zunaj tekmovanja za kvalifikacijo, kar je bila napovedana sprememba, ki tem državam daje "pravičnejše pogoje" v finalu.
Zaradi pritoka novih držav, ki so se prijavili na tekmovanje leta 2003, je bil od leta 2004 uveden polfinale, tekmovanje pa je postalo dvodnevni dogodek. Najboljših 10 držav v finalu vsakega leta se je samodejno uvrstilo v finale naslednjega leta, skupaj z "veliko četverico", kar je pomenilo, da so se vse ostale države pomerile v polfinalu in se potegovale za 10 kvalifikacijskih mest. Na tekmovanju leta 2004 je tekmovalo rekordnih 36 držav, z novimi udeleženci iz Albanije, Andore, Belorusije ter Srbije in Črne gore, vrnile pa so se tudi države, ki so prej izpadle. Format tega polfinala je ostal podoben pravemu finalu in je potekal nekaj dni pred finalom; po nastopih in glasovanju so bila na koncu oddaje objavljena imena 10 držav z najvišjim številom točk, ki so se zato uvrstile v finale, ki so jih voditelji tekmovanja naključno razkrili. 

Polfinale se je še naprej odvijalo med letoma 2005 in 2007; vendar se je leta 2007 v polfinalu, kjer je tekmovalo 42 držav, za 10 mest v finalu potegovalo 28 kandidatov. Po kritikah glede pretežno srednje- in vzhodnoevropskih kvalificiranih kandidatov na dogodku leta 2007 ter slabe uspešnosti kandidatov iz zahodnoevropskih držav je bil za tekmovanje leta 2008 uveden drugi polfinale, v katerem so se vse države uvrstile v enega od dveh polfinalov, samodejno pa so se kvalificirale le država gostiteljica in "velika četverica", od leta 2011 pa še "Velikih pet". V vsakem polfinalu je bilo na voljo 10 kvalifikacijskih mest, uveden pa je bil tudi nov sistem za razdelitev tekmovalnih držav med dva polfinala glede na njihovo geografsko lokacijo in prejšnje vzorce glasovanja, da bi zmanjšali vpliv blokovskega glasovanja in naredili izid manj predvidljiv.

## Zmagovalci Pesmi Evrovizije
| Leto | Gostitelj                                                | Zmagovalec                                               | Pesem                                                    | Izvajalec                                                | Točke                                                    |
| ---- | -------------------------------------------------------- | -------------------------------------------------------- | -------------------------------------------------------- | -------------------------------------------------------- | -------------------------------------------------------- |
| 1956 | Lugano                                                   | Švica                                                    | "Refrain"                                                | Lys Assia                                                | Ni znano                                                 |
| 1957 | Frankfurt                                                | Nizozemska                                               | "Net als toen"                                           | Corry Brokken                                            | 31                                                       |
| 1958 | Hilversum                                                | Francija                                                 | "Dors, mon amour"                                        | André Claveau                                            | 27                                                       |
| 1959 | Cannes                                                   | Nizozemska                                               | "'n Beetje"                                              | Teddy Scholten                                           | 21                                                       |
| 1960 | London                                                   | Francija                                                 | "Tom Pillibi"                                            | Jacqueline Boyer                                         | 32                                                       |
| 1961 | Cannes                                                   | Luksemburg                                               | "Nous les amoureux"                                      | Jean-Claude Pascal                                       | 31                                                       |
| 1962 | Luksemburg                                               | Francija                                                 | "Un premier amour"                                       | Isabelle Aubret                                          | 26                                                       |
| 1963 | London                                                   | Danska                                                   | "Dansevise"                                              | Grethe & Jørgen Ingmann                                  | 42                                                       |
| 1964 | København                                                | Italija                                                  | "Non ho l'età"                                           | Gigliola Cinquetti                                       | 49                                                       |
| 1965 | Neapelj                                                  | Luksemburg                                               | "Poupée de cire, poupée de son"                          | France Gall                                              | 32                                                       |
| 1966 | Luksemburg                                               | Avstrija                                                 | "Merci, Chérie"                                          | Udo Jürgens                                              | 31                                                       |
| 1967 | Dunaj                                                    | Velika Britanija                                         | "Puppet on a String"                                     | Sandie Shaw                                              | 47                                                       |
| 1968 | London                                                   | Španija                                                  | "La, la, la"                                             | Massiel                                                  | 29                                                       |
| 1969 | Madrid                                                   | Španija                                                  | "Vivo cantando"                                          | Salomé                                                   | 18                                                       |
| 1969 | Madrid                                                   | Velika Britanija                                         | "Boom Bang-a-Bang"                                       | Lulu                                                     | 18                                                       |
| 1969 | Madrid                                                   | Nizozemska                                               | "De troubadour"                                          | Lenny Kuhr                                               | 18                                                       |
| 1969 | Madrid                                                   | Francija                                                 | "Un jour, un enfant"                                     | Frida Boccara                                            | 18                                                       |
| 1970 | Amsterdam                                                | Irska                                                    | "All Kinds of Everything"                                | Dana                                                     | 32                                                       |
| 1971 | Dublin                                                   | Monako                                                   | "Un banc, un arbre, une rue"                             | Séverine                                                 | 128                                                      |
| 1972 | Edinburgh                                                | Luksemburg                                               | "Après toi"                                              | Vicky Leandros                                           | 128                                                      |
| 1973 | Luksemburg                                               | Luksemburg                                               | "Tu te reconnaîtras"                                     | Anne-Marie David                                         | 129                                                      |
| 1974 | Brighton                                                 | Švedska                                                  | "Waterloo"                                               | ABBA                                                     | 24                                                       |
| 1975 | Stockholm                                                | Nizozemska                                               | "Ding-a-dong"                                            | Teach-In                                                 | 152                                                      |
| 1976 | Haag                                                     | Velika Britanija                                         | "Save Your Kisses for Me"                                | Brotherhood of Man                                       | 164                                                      |
| 1977 | London                                                   | Francija                                                 | "L'oiseau et l'enfant"                                   | Marie Myriam                                             | 136                                                      |
| 1978 | Pariz                                                    | Izrael                                                   | "A-Ba-Ni-Bi" (א-ב-ני-בי)                                 | Izhar Cohen in Alphabeta                                 | 157                                                      |
| 1979 | Jeruzalem                                                | Izrael                                                   | "Hallelujah" (הללויה)                                    | Milk and Honey                                           | 125                                                      |
| 1980 | Haag                                                     | Irska                                                    | "What's Another Year"                                    | Johnny Logan                                             | 143                                                      |
| 1981 | Dublin                                                   | Velika Britanija                                         | "Making Your Mind Up"                                    | Bucks Fizz                                               | 136                                                      |
| 1982 | Harrogate                                                | Nemčija                                                  | "Ein bißchen Frieden"                                    | Nicole                                                   | 161                                                      |
| 1983 | München                                                  | Luksemburg                                               | "Si la vie est cadeau"                                   | Corinne Hermès                                           | 142                                                      |
| 1984 | Luksemburg                                               | Švedska                                                  | "Diggi-Loo Diggi-Ley"                                    | Herreys                                                  | 145                                                      |
| 1985 | Göteborg                                                 | Norveška                                                 | "La det swinge"                                          | Bobbysocks!                                              | 123                                                      |
| 1986 | Bergen                                                   | Belgija                                                  | "J'aime la vie"                                          | Sandra Kim                                               | 176                                                      |
| 1987 | Bruselj                                                  | Irska                                                    | "Hold Me Now"                                            | Johnny Logan                                             | 172                                                      |
| 1988 | Dublin                                                   | Švica                                                    | "Ne partez pas sans moi"                                 | Céline Dion                                              | 137                                                      |
| 1989 | Lozana                                                   | Jugoslavija                                              | "Rock Me"                                                | Riva                                                     | 137                                                      |
| 1990 | Zagreb                                                   | Italija                                                  | "Insieme: 1992"                                          | Toto Cutugno                                             | 149                                                      |
| 1991 | Rim                                                      | Švedska                                                  | "Fångad av en stormvind"                                 | Carola                                                   | 146                                                      |
| 1992 | Malmö                                                    | Irska                                                    | "Why Me?"                                                | Linda Martin                                             | 155                                                      |
| 1993 | Millstreet                                               | Irska                                                    | "In Your Eyes"                                           | Niamh Kavanagh                                           | 187                                                      |
| 1994 | Dublin                                                   | Irska                                                    | "Rock 'n' Roll Kids"                                     | Paul Harrington inCharlie McGettigan                     | 226                                                      |
| 1995 | Dublin                                                   | Norveška                                                 | "Nocturne"                                               | Secret Garden                                            | 148                                                      |
| 1996 | Oslo                                                     | Irska                                                    | "The Voice"                                              | Eimear Quinn                                             | 162                                                      |
| 1997 | Dublin                                                   | Velika Britanija                                         | "Love Shine a Light"                                     | Katrina and the Waves                                    | 227                                                      |
| 1998 | Birmingham                                               | Izrael                                                   | "Diva" (דיווה)                                           | Dana International                                       | 172                                                      |
| 1999 | Jeruzalem                                                | Švedska                                                  | "Take Me to Your Heaven"                                 | Charlotte Nilsson                                        | 163                                                      |
| 2000 | Stockholm                                                | Danska                                                   | "Fly on the Wings of Love"                               | Olsen Brothers                                           | 195                                                      |
| 2001 | København                                                | Estonija                                                 | "Everybody"                                              | Tanel Padar, Dave Benton in 2XL                          | 198                                                      |
| 2002 | Talin                                                    | Latvija                                                  | "I Wanna"                                                | Marie N                                                  | 176                                                      |
| 2003 | Riga                                                     | Turčija                                                  | "Everyway That I Can"                                    | Sertab Erener                                            | 167                                                      |
| 2004 | Istanbul                                                 | Ukrajina                                                 | "Wild Dances"                                            | Ruslana                                                  | 280                                                      |
| 2005 | Kijev                                                    | Grčija                                                   | "My Number One"                                          | Helena Paparizou                                         | 230                                                      |
| 2006 | Atene                                                    | Finska                                                   | "Hard Rock Hallelujah"                                   | Lordi                                                    | 292                                                      |
| 2007 | Helsinki                                                 | Srbija                                                   | "Molitva" (Молитва)                                      | Marija Šerifović                                         | 268                                                      |
| 2008 | Beograd                                                  | Rusija                                                   | "Believe"                                                | Dima Bilan                                               | 272                                                      |
| 2009 | Moskva                                                   | Norveška                                                 | "Fairytale"                                              | Alexander Rybak                                          | 387                                                      |
| 2010 | Oslo                                                     | Nemčija                                                  | "Satellite"                                              | Lena                                                     | 246                                                      |
| 2011 | Düsseldorf                                               | Azerbajdžan                                              | "Running Scared"                                         | Ell & Nikki                                              | 221                                                      |
| 2012 | Baku                                                     | Švedska                                                  | "Euphoria"                                               | Loreen                                                   | 372                                                      |
| 2013 | Malmö                                                    | Danska                                                   | "Only Teardrops"                                         | Emmelie de Forest                                        | 281                                                      |
| 2014 | København                                                | Avstrija                                                 | "Rise Like a Phoenix"                                    | Conchita Wurst                                           | 290                                                      |
| 2015 | Dunaj                                                    | Švedska                                                  | "Heroes"                                                 | Måns Zelmerlöw                                           | 365                                                      |
| 2016 | Stockholm                                                | Ukrajina                                                 | "1944"                                                   | Džamala                                                  | 534                                                      |
| 2017 | Kijev                                                    | Portugalska                                              | "Amar pelos dois"                                        | Salvador Sobral                                          | 758                                                      |
| 2018 | Lizbona                                                  | Izrael                                                   | "Toy"                                                    | Netta                                                    | 529                                                      |
| 2019 | Tel Aviv                                                 | Nizozemska                                               | "Arcade"                                                 | Duncan Laurence                                          | 498                                                      |
| 2020 | Prestavljeno zaradi pandemije nove koronavirusne bolezni | Prestavljeno zaradi pandemije nove koronavirusne bolezni | Prestavljeno zaradi pandemije nove koronavirusne bolezni | Prestavljeno zaradi pandemije nove koronavirusne bolezni | Prestavljeno zaradi pandemije nove koronavirusne bolezni |
| 2021 | Rotterdam                                                | Italija                                                  | "Zitti E Buoni"                                          | Måneskin                                                 | 524                                                      |
| 2022 | Torino                                                   | Ukrajina                                                 | "Stefanija"                                              | Kaluš Orkestra                                           | 631                                                      |
| 2023 | Liverpool                                                | Švedska                                                  | "Tattoo"                                                 | Loreen                                                   | 583                                                      |
| 2024 | Malmö                                                    | Švica                                                    | ”The Code”                                               | Nemo                                                     | 591                                                      |
| 2025 | Basel                                                    | Avstrija                                                 | "Wasted Love"                                            | JJ                                                       | 436                                                      |

### Lestvica uspešnosti držav
Legenda
| #  | Država               | Prvo mesto | Drugo mesto | Tretje mesto |
| -- | -------------------- | ---------- | ----------- | ------------ |
| 1  | Irska                | 7          | 4           | 1            |
| 2  | Švedska              | 7          | 1           | 6            |
| 3  | Velika Britanija     | 5          | 16          | 3            |
| 4  | Francija             | 5          | 5           | 7            |
| 5  | Nizozemska           | 5          | 1           | 1            |
| 6  | Luksemburg           | 5          | 0           | 2            |
| 7  | Izrael               | 4          | 3           | 2            |
| 8  | Švica                | 3          | 3           | 4            |
| 9  | Italija              | 3          | 3           | 5            |
| 10 | Ukrajina             | 3          | 2           | 2            |
| 11 | Danska               | 3          | 1           | 3            |
| 12 | Norveška             | 3          | 1           | 1            |
| 13 | Avstrija             | 3          | 0           | 1            |
| 14 | Nemčija              | 2          | 4           | 5            |
| 15 | Španija              | 2          | 4           | 2            |
| 16 | Rusija               | 1          | 4           | 4            |
| 17 | Belgija              | 1          | 2           | 0            |
| 18 | Monako               | 1          | 1           | 3            |
| 19 | Turčija              | 1          | 1           | 1            |
| 20 | Azerbajdžan          | 1          | 1           | 1            |
| 21 | Finska               | 1          | 1           | 0            |
| 22 | Grčija               | 1          | 0           | 3            |
| 23 | Estonija             | 1          | 0           | 2            |
| 24 | Latvija              | 1          | 0           | 1            |
| 25 | Srbija               | 1          | 0           | 1            |
| 26 | Jugoslavija          | 1          | 0           | 0            |
| 27 | Portugalska          | 1          | 0           | 0            |
| 28 | Malta                | 0          | 2           | 2            |
| 29 | Islandija            | 0          | 2           | 0            |
| 30 | Bolgarija            | 0          | 1           | 0            |
| 31 | Ciper                | 0          | 1           | 0            |
| 32 | Avstralija           | 0          | 1           | 0            |
| 33 | Poljska              | 0          | 1           | 0            |
| 34 | Srbija in Črna gora  | 0          | 1           | 0            |
| 35 | Hrvaška              | 0          | 1           | 0            |
| 36 | Romunija             | 0          | 0           | 2            |
| 37 | Bosna in Hercegovina | 0          | 0           | 1            |
| 38 | Moldavija            | 0          | 0           | 1            |
| 39 | Armenija             | 0          | 0           | 0            |
| 40 | Madžarska            | 0          | 0           | 0            |
| 41 | Albanija             | 0          | 0           | 0            |
| 42 | Litva                | 0          | 0           | 0            |
| 43 | Češka                | 0          | 0           | 0            |
| 44 | Belorusija           | 0          | 0           | 0            |
| 45 | Slovenija            | 0          | 0           | 0            |
| 46 | Makedonija           | 0          | 0           | 0            |
| 47 | Gruzija              | 0          | 0           | 0            |
| 48 | Črna gora            | 0          | 0           | 0            |
| 49 | Slovaška             | 0          | 0           | 0            |
| 50 | Maroko               | 0          | 0           | 0            |
| 51 | San Marino           | 0          | 0           | 0            |
| 52 | Andora               | 0          | 0           | 0            |

## Države udeleženke
Države, ki morejo nastopiti na Pesmi Evrovizije, so vse aktivne članice EBU (European Broadcasting Union, slovensko: Evropska radiodifuzna zveza), razen Avstralije. Aktivna članica EBU, ki želi nastopiti na izboru, mora izpolnjevati pogoje, ki jih določa zveza. Na izboru 2006 so pogoji za nastop vključevali tudi predvajanje izbora 2005 v državi udeleženki in plačilo članarine do določenega skrajnega roka. 
Udeležba na izboru ne zahteva geografske lege udeležene države v Evropi, zato lahko nastopajo tudi azijske države Izrael, Armenija, Azerbajdžan  in države s samo delno lego v Evropi, kot so Rusija, Ciper, Turčija in Gruzija. Leta 1980 je nastopil tudi Maroko, ki leži v severni Afriki, od leta 2015 pa tekmuje tudi Avstralija.
52 držav je vsaj enkrat nastopilo na izboru za Pesem Evrovizije. Te države so naštete v spodnjem seznamu glede na leto prvega nastopa:
| Leto | Prva udeležba države                                               |
| ---- | ------------------------------------------------------------------ |
| 1956 | Belgija, Francija, Nemčija, Italija, Luksemburg, Nizozemska, Švica |
| 1957 | Avstrija, Danska, Združeno kraljestvo                              |
| 1958 | Švedska                                                            |
| 1959 | Monako                                                             |
| 1960 | Norveška                                                           |
| 1961 | Finska, Jugoslavija, Španija                                       |
| 1964 | Portugalska                                                        |
| 1965 | Irska                                                              |
| 1971 | Malta                                                              |
| 1973 | Izrael                                                             |
| 1974 | Grčija                                                             |
| 1975 | Turčija                                                            |
| 1980 | Maroko                                                             |
| 1981 | Ciper                                                              |
| 1986 | Islandija                                                          |
| 1993 | Bosna in Hercegovina, Hrvaška, Slovenija                           |
| 1994 | Estonija, Litva, Madžarska, Poljska, Romunija, Rusija, Slovaška    |
| 1998 | Makedonija                                                         |
| 2000 | Latvija                                                            |
| 2003 | Ukrajina                                                           |
| 2004 | Albanija, Andora, Belorusija, Srbija in Črna gora                  |
| 2005 | Bolgarija, Moldavija                                               |
| 2006 | Armenija                                                           |
| 2007 | Češka, Črna gora, Gruzija, Srbija                                  |
| 2008 | Azerbajdžan, San Marino                                            |
| 2015 | Avstralija                                                         |

## Države po zmagah
| Zmage | Država              | Leto                                     |
| ----- | ------------------- | ---------------------------------------- |
| 7     | Irska               | 1970, 1980, 1987, 1992, 1993, 1994, 1996 |
| 7     | Švedska             | 1974, 1984, 1991, 1999, 2012, 2015, 2023 |
| 5     | Francija            | 1958, 1960, 1962, 1969, 1977             |
| 5     | Luksemburg          | 1961, 1965, 1972, 1973, 1983             |
| 5     | Združeno kraljestvo | 1967, 1969, 1976, 1981, 1997             |
| 5     | Nizozemska          | 1957, 1959, 1969, 1975, 2019             |
| 4     | Izrael              | 1978, 1979, 1998, 2018                   |
| 3     | Italija             | 1964, 1990, 2021                         |
| 3     | Danska              | 1963, 2000, 2013                         |
| 3     | Norveška            | 1985, 1995, 2009                         |
| 3     | Ukrajina            | 2004, 2016, 2022                         |
| 3     | Avstrija            | 1966, 2014, 2025                         |
| 3     | Švica               | 1956, 1988, 2024                         |
| 2     | Nemčija             | 1982, 2010                               |
| 2     | Španija             | 1968, 1969                               |
| 1     | Monako              | 1971                                     |
| 1     | Belgija             | 1986                                     |
| 1     | Jugoslavija         | 1989                                     |
| 1     | Estonija            | 2001                                     |
| 1     | Latvija             | 2002                                     |
| 1     | Turčija             | 2003                                     |
| 1     | Grčija              | 2005                                     |
| 1     | Finska              | 2006                                     |
| 1     | Srbija              | 2007                                     |
| 1     | Rusija              | 2008                                     |
| 1     | Azerbajdžan         | 2011                                     |
| 1     | Portugalska         | 2017                                     |